# Queer as Folk (serie de televisión estadounidense)
Queer as Folk es una coproducción televisiva de Estados Unidos/Canadá, producida por Showtime y Temple Street Productions basada en la serie británica del mismo nombre creada por Russell T Davies. Los guionistas principales son Ron Cowen y Daniel Lipman, que también la produjeron junto al presidente de Warner Bros., Tony Jonas.

## Argumento
La serie narra las historias de un grupo de amigos homosexuales que viven en Pittsburgh (Pensilvania) formado por cinco hombres: Brian, Justin, Michael, Emmett y Ted; una pareja de lesbianas, Lindsay y Melanie; además de la madre de Michael, Debbie. Otro personaje principal, Ben, se introdujo en la segunda temporada como pareja de Michael. Debido a los impuestos, la producción se realizó en Canadá.
La serie aborda sin censura y con franqueza, el estilo de vida de los homosexuales urbanos de clase media que viven en la actualidad en Norteamérica. Combina a partes iguales drama, humor, y sexo. Al principio de cada episodio en la cadena Showtime, aunque no en Showcase aparecía la siguiente aclaración, "Queer as Folk es la celebración de las vidas y las pasiones de un grupo de amigos gais. No trata de reflejar toda la comunidad gay".
El título de la serie significa "Extraño como todo el mundo". Viene de una expresión dialectal de algunas partes del Norte de Inglaterra, there's nought [pronunciado /nɔt/] so queer as folk, que significa "nada es tan extraño como la gente". También es un juego de palabras, ya que queer también significa "gay".
La serie consiguió grandes cuotas de audiencia tanto en Showtime como en Showcase. De hecho, en Canadá, la serie tuvo tanto éxito y tanta audiencia que, al final de la 5ª temporada tantos anunciantes habían comprado espacio en la publicidad que Showcase tuvo que acomodar los capítulos para emitirlos durante una hora y diez minutos, con el fin de no cortar ninguna escena. Esto no sucedió en Showtime, debido a que no emiten publicidad y Queer as Folk se emitía sin cortes.
La serie se emitió durante cinco temporadas (2000 al 2005 en Showtime, y del 2001 al 2005 en Showcase). Algunos fanes piensan que la serie podría haber durado una temporada más (la mayor parte de los actores tenían un contrato para seis temporadas pero se rumoreó que fue renegociado al final de la primera para quedar en cinco).
En cualquier caso aunque a Showtime le preocupaba el aumento de los costos de producción, parte del equipo pensaba que Showtime no quería ser conocida como una cadena "sólo gay", por lo que terminaron la serie. Públicamente, al menos, Ron Cowen y Daniel Lipman comentaron que no creían que hubiera más que contar, y Randy Harrison (Justin) declaró que, si la serie hubiera continuado una sexta temporada, él no hubiera estado en ella.
Showcase, que estaba consiguiendo bastante beneficio de la publicidad, consideró brevemente producir una sexta temporada, pero como Showtime poseía la mayor parte de los derechos y ponía la mayor parte del dinero, desestimaron la idea.
La serie ha sido emitida semanalmente en Brasil bajo el nombre Os Assumidos por el canal de cable Cinemax. Desde el 9 de enero de 2006, la serie se emitió semanalmente en Alemania bajo el título original, en el canal abierto ProSieben. En España la serie fue emitida completa, dos veces, por la Cuatro.
Destacó la música de Queer as Folk en la que se introdujeron temas de música de vanguardia, y se editaron varios discos con la banda sonora de las diferentes temporadas. También llamó la atención por ser la primera serie que representaba sin tabúes escenas homoeróticas. Una de las características es que cada capítulo termina con una canción distinta aludiendo a la trama del episodio, que empieza en la última escena del capítulo y se continúa en los créditos.
Entre los artistas que podemos escuchar a través de las cinco temporadas con la música podemos mencionar a: Queen, Junkie XL, Madonna, Peter Rauhofer, The Chemical Brothers, The Cure, Antiloop, Amanda Ghost, Broken Social Scene, Burnside Proyect, Cassius, Chris Zippel/Namtrak, Cyndi Lauper, Daft Punk, Deborah Cox, Delirium, The Smiths, Underworld, DV Roxx, Fatboy Slim, Geri Halliwell, Goldfrapp, Heather Small, IIO, Jason Navis, Kosheen, Mandalay, Marilyn Manson, Kylie Minogue, ABBA, Origene, Roc Project Feat. Tina Arena, Dj Tiesto, Doves, Satoshi Tomiie, Scissor Sisters, Sigur Rós, Pet Shop Boys, Sneaker Pimps, Soundtrack Of Our Lives, The Reindeer Section, Touch and Go, TV On The Radio, Yoko Ono, Danny Tenaglia, Placebo, Full Frontal, Sarah McLachlan, Junior Vasquez, Garbage, Origene, Ultra Naté, Black y Peter Presta.
En España el último capítulo de la serie se emitió en la madrugada del 13 de octubre de 2007, cerrando así el círculo de las 5 temporadas con un final que recuerda a los comienzos, ese es precisamente el mensaje que se quiere dar: con los años todo cambia, pero ciertas cosas deben permanecer iguales.
El 27 de noviembre de 2007 se puso a la venta la primera temporada en DVD de la serie Queer As Folk, finalmente Warner dio luz verde al proyecto ante las peticiones de cientos de seguidores. Esta primera edición contiene 6 discos con audios y subtítulos en castellano e inglés.

### Detalles de la trama
En el primer episodio se nos presentan los cuatro amigos, todos alrededor de la treintena, terminando una noche de marcha en la discoteca gay que frecuentan, Babylon. Brian que ya se retiraba se encuentra por primera vez con Justin, un estudiante de secundaria de 17 años que viene por primera vez al ambiente gay, y que se convertirá en mucho más que un ligue de una noche. Brian también se convierte en padre esa misma noche, del niño de su mejor amiga, Lindsay, una marchante de arte lesbiana, y de su pareja, Melanie, una abogada que detesta a Brian tanto como Lindsay le quiere. Debbie es la protectora madre de Michael, y activista pro-derechos gay en el PFLAG. Trabaja como camarera en el Liberty Diner, un restaurante del ambiente gay, y actúa como consejera y apoyo no solo de su hijo sino también de sus amigos. Con ella vive su hermano, Vic, también gay y enfermo de VIH.
Uno de los ejes centrales de la serie es la relación entre Michael y Brian. Ambos son amigos inseparables desde la infancia, y al principio de la serie Michael está platónicamente enamorado de Brian. Brian es conocedor de sus sentimientos y en cierto modo utiliza esta situación para manejarlo a su antojo. La aparición de Justin, su salida del armario y la incipiente relación con Brian influirán inesperadamente en sus vidas y la relación entre ambos. Michael inicialmente siente celos de Justin por haber conseguido lo que él no, al ver como va consiguiendo conquistar al hermético Brian. Por su parte Brian también se sentirá desplazado por las dos sucesivas relaciones de Michael, se inmiscuirá en estas relaciones y mostrará su animadversión por ambos cónyuge de Michael.
La relación entre Justin y Brian es la gran incógnita de la serie. Justin decide desde el principio romper las barreras afectivas que le presenta Brian, y se muestra decidido a conquistarlo a pesar de todos los obstáculos y la aparente indiferencia y prejuicios de Brian respecto a la monogamia. Justin también muestra gran madurez a pesar de su juventud respecto a asumir su condición sexual y salir del armario frente a todos. Su apoyo es su mejor amiga y compañera del instituto, Daphne. A la que le cuenta todas sus aventuras y desventuras, como por ejemplo sus intentos de lidiar con sus compañeros de clase homófobos, sus altibajos en la relación con Brian y con sus sorprendidos padres que están a punto de divorciarse, Craig y Jennifer. Más adelante, tras superar sus diferencias Justin y Michael crearán juntos un cómic con un superhéroe gay, "La Rabía: Justiciero Gay", inspirado en el aspecto y personalidad en Brian.
La pareja formada por Melanie y Lindsay, aunque es la relación más duradera y aparentemente estable, es bastante tumultuosa y con varios altibajos, alternan momentos de romanticismo como la boda, con dos separaciones. A lo largo de la serie se son infieles sendas veces. Y se mantienen separadas casi toda la cuarta y quinta temporada. Melanie también decide ser madre, y se fecunda por Michael a través de la inseminación artificial alumbrando a una niña, Jenny Rebecca, por lo que los dos amigos entonces se convierten en padres biológicos de los hermanos, los dos niños Gus y Jenny Rebecca, lo que permitirá abordar también las problemáticas, sobre todo legales, que se le presentan a los padres homosexuales.
Otro de los amigos del grupo es Ted, un contable ordenado y rutinario que en el inicio de la serie está secretamente enamorado de Michael. El mejor amigo de Ted es Emmett, pero más tarde se convertirán en amantes según avanza la serie. Su relación termina cuando Ted, desempleado y arruinado tras ser detenido por emplear a un menor en la web pornográfica que había creado, se vuelve adicto a la metanfetamina o MDMA. Ted tras vencer sus inseguridades físicas e intentar múltiples veces tener una pareja estable termina con Blake un joven también exdrogadicto con el que se cruza varias veces a lo largo de la serie.
Emmett, el más versátil profesionalmente (trabajará a lo largo de la serie como dependiente, camarero, sirviente desnudo, actor porno, cocinero, organizador de fiestas y presentador de televisión), será el menos afortunado en sus relaciones sentimentales, tiene otros dos novios además de Ted. Antes con un maduro millonario que fallece enseguida y más tarde con Drew Boyd una estrella del deporte que también le hará sufrir por tener que ocultar su relación, y aunque termina saliendo del armario se separan al descubrir Emmett que Drew no está preparado para una relación estable.
Michael se enamora de Ben, un profesor universitario seropositivo, y se casa con él en Canadá, donde es legal. Ambos acogerán a Hunter, un chico seropositivo de la calle que se dedica a la prostitución, y terminan adoptándole.
En la tercera temporada, todos lucharan contra el homófobo candidato a la alcaldía Stockwell. Aunque Brian al principio trabaja como publicista en su campaña, terminará ayudando a Justin en una campaña de desprestigio, lo que le hará perder su trabajo en la agencia publicitaria. Pero conseguirá hundir la carrera del político al descubrir su implicación en el encubrimiento del asesinado de un joven chapero. Posteriormente abre su propia agencia de publicidad, Kinnetics, y cuando ha conseguido enriquecerse y comprar el Babylon se entera de que tiene cáncer testicular. Brian se lo oculta a sus amigos y pareja por su habitual orgullo y autosuficiencia y temor a ser considerado "imperfecto". 
En la cuarta y quinta última temporada, los chicos han madurado y se abordan asuntos políticos que involucran a la comunidad gay más serios. Una campaña política llamada "Propuesta 14" se presenta durante gran parte de la última temporada como un probable obstáculo a las relaciones familiares que los cuatro principales protagonistas han creado. Esta propuesta, como muchos recientes movimientos legislativos que han afectado a diversos estados de EE. UU., tratan de ilegalizar el matrimonio entre personas del mismo sexo, la adopción y otros derechos civiles. Las diversas maneras en que esta propuesta podría afectar a los personajes se desgrana casi en cada episodio. Se muestra a Debbie, Justin, Jennifer, Daphne, Emmett, Ted, Michael, Ben, Lindsay, Melanie y los niños enfrentándose y luchando contra ella tanto por métodos activos, como por contribuciones políticas u otros métodos democráticos, pero se encontrarán con una férrea oposición, discriminación, odio visceral y retrasos políticos en su vecindario.
La serie alcanza su punto más dramático casi al final cuando una bomba estalla en una fiesta benéfica contra la Propuesta 14, que se desarrolla en Babylon, matando a cuatro personas (incluyendo un personaje secundario) e hiriendo a 67, entre ellos a Michael. Este horrible acontecimiento influye en las decisiones que los personajes toman a continuación. Brian aterrado por la idea de haber perdido a Justin para siempre, le declara finalmente su amor. Los dos incluso planean una boda, pero finalmente deciden no hacerlo para no interferir en la incipiente carrera artística de Justin y que este se vaya a desarrollarla a Nueva York, y seguir juntos en la distancia. Por su parte Brian y Michael se reconcilian tras haber permanecido sin hablarse varios capítulos debido a las disputas surgidas por su distinta visión de la vida. Melanie y Lindsay también se reconcilian y deciden mudarse a Canadá, para criar a sus hijos en un ambiente donde no les insulten, ni se les discriminen, ni tengan que temer por sus vidas.

## Descripción de personajes

### Personajes principales
| Nombre                    | Actor           | Homólogo británico               | Descripción |
| ------------------------- | --------------- | -------------------------------- | --- |
| Brian Kinney              | Gale Harold     | Stuart Alan Jones (Aidan Gillen) | Es un guapo ejecutivo publicista de 29 años con un voraz apetito sexual. Fue criado por un violento padre alcohólico y una madre obsesivamente católica. Vive una vida autocontenida en la que él es el centro, prefiriendo la honestidad de la lujuria a la deshonestidad (y vulnerabilidad) que percibe en las parejas estables. Tiende a mostrarse frío y pragmático en sus actos, pero en realidad es noble y con un gran amor por sus amigos. Heterófobo de corazón y rebelde en su forma de pensar. Justin pierde la virginidad con él y a lo largo del tiempo Brian se enamora de Justin. |
| Justin Taylor             | Randy Harrison  | Nathan Maloney (Charlie Hunnam)  | Justin pierde su virginidad con Brian a los 17 años y acaba enamorándose de él. Se fue de casa después de salir del armario ya que su padre no aceptaba su condición sexual. Apodado "Sunshine" (Corazón en la versión española y Rayito de sol en la versión latina) por Debbie a causa de su brillante sonrisa y carácter alegre. |
| Michael Novotny           | Hal Sparks      | Vince Tyler (Craig Kelly)        | Es el mejor amigo de la infancia de Brian, y también está a punto de cumplir 30 años. Al principio de la serie, Michael trabaja en una tienda llamada The Big Q y es un fanático de los cómics y del súper héroe "El Capitán Astro". Michael está profundamente enamorado de Brian, aunque éste no le corresponde y muchas veces lo manipula sabiendo de su amor hacia él. Michael está muy celoso de Justin y siempre tienen discusiones, a veces se comporta como un niño, pero en la mayoría de sus actos es responsable.                                                                     |
| Emmett Honeycutt          | Peter Paige     | Alexander Perry (Antony Cotton)  | Originalmente de Hazlehurst, Misisipi, Emmett es el más extravagante del grupo, viste con ropas llamativas y es afeminado. A lo largo de la serie se dedica a varios trabajos, incluyendo: vendedor en una tienda de ropa llamada Torso, estrella porno, camarero desnudo, planificador de fiestas, y corresponsal para un nuevo canal de noticias. |
| Ted Schmidt               | Scott Lowell    | Phil Delaney (Jason Merrells)    | Es un contable de 33 años con baja autoestima. Está enamorado platónicamente de Michael. Es introvertido, predecible y siempre se está quejando de su aspecto físico. Tiene la costumbre de visitar páginas porno y es amante de la ópera y la buena comida. |
| Lindsay Peterson          | Thea Gill       | Romey Sullivan (Esther Hall)     | Amiga íntima de Brian desde la secundaria que se convertirá en la madre de su hijo, Gus. Trabaja como profesora de arte, pero toma tiempo libre para estar con su pequeño. Los padres católicos protestantes de Lindsay están avergonzados de su homosexualidad y de su relación con Melanie. |
| Melanie Marcus            | Michelle Clunie | Lisa Levene (Saira Todd)         | Compañera sentimental de Lindsay que trabaja de abogada. Melanie odia a Brian, en parte por culpa de Lindsay ya que esta es muy cariñosa con él, sin embargo en otras temporadas está más cerca de Brian. La segunda hija de Lindsay, Jenny Rebecca, tiene a Michael como padre biológico. |
| Ben Bruckner              | Robert Gant     | (ninguno)                        | Un profesor de la universidad que se convierte en novio estable de Michael desde la segunda temporada. Él tiene el VIH. Debbie, la madre de Michael desaprueba su relación desde el principio porque teme que Ben llegue a infectar a Michael, sin embargo se da cuenta de que Michael ama a Ben y termina aceptando su relación. |
| Debbie Novotny            | Sharon Gless    | Hazel Tyler (Denise Black)       | Una miembro activa del PFLAG (Padres, familiares y amigos de lesbianas y gais), Debbie está muy orgullosa de la homosexualidad de su hijo Michael. Acoge a todos los chicos en su casa, especialmente a Justin, que vive con ella después de marcharse de casa. Ella trabaja en el Liberty Diner, y en casa cuida de su hermano Vic. |
| Vic Grassi                | Jack Wetherall  | Bernard Thomas (Andy Devine)     | El hermano de Debbie. Para ayudar a Debbie a pagar la hipoteca, trabaja como chef en su cocina. También trabaja de hostelero para los negocios empresariales de Emmett. Más tarde tiene un altercado con Debbie en la temporada 4, finalmente muere por complicaciones de sida. |
| James Montgomery (Hunter) | Harris Allan    | (ninguno)                        | (Temporadas 3-5) Un adolescente VIH-positivo y chapero que se encuentra con Ben y Michael. Ben siente lástima por Hunter y le acoge, finalmente él y Michael lo adoptan. Aunque inicialmente parece interesado por Brian después se enamora de una chica, Callie Leeson. |

### Personajes secundarios
| Nombre            | Actor              | Homólogo británico                     | Descripción |
| ----------------- | ------------------ | -------------------------------------- | --- |
| Daphne Chanders   | Makyla Smith       | Donna Clark (Carla Henry)              | La mejor amiga de Justin desde el instituto, y la primera persona que sale con él (sin contar a Brian o Michael). Ella pierde la virginidad con Justin, y como resultado cae enamorada de él. Justin enseguida la rechaza pero siguen siendo amigos. |
| Jennifer Taylor   | Sherry Miller      | Janice Maloney (Caroline O'Neill)      | La madre de Justin que trabaja como agente inmobiliario. Con la ayuda de Debbie, asume el hecho de que su hijo es gay, y se une a la PFLAG. Después de divorciarse de Craig Taylor conoce a un hombre joven llamado Tucker (Lucas Bryant) en la temporada 5, algo que Justin desaprueba al principio pero termina aceptándolo. |
| Carl Horvath      | Peter MacNeill     | (ninguno)                              | (Temporadas 2-5) El novio de Debbie. Conoció a Debbie mientras trabajaba en el caso de un asesinato de un joven gay llamado Jason Kemp. Es bastante homofóbico cuando Debbie se encuentra con él por primera vez, pero esta le enseñará a aceptar a los homosexuales. Propone a Debbie casarse, la cual acepta, pero más tarde decide que no se casará con Horvath ya que Michael tampoco está legalmente casado. Finalmente deciden vivir juntos como pareja.                                                       |
| George Schickle   | Bruce Gray         | (ninguno)                              | (Temporada 2) Anciano millonario con el que Emmett mantendrá una relación. Fallece repentinamente de un ataque al corazón durante un viaje en avión que realizaba con Emmett que queda consternado. Le deja una herencia millonaria a la que Emmet renunciará por la imposición de la familia de George de ocultar su relación. |
| Blake             | Dean Armstrong     | Similar a Harvey Black (Andrew Lancel) | Un adicto a la Metanfetamina en el momento de encontrarse con Ted en la Babylon. Su relación con Ted acaba rápido después de que Ted quedase en coma debido a sus drogas. En la tercera temporada, él está curado, es serio y trabaja como consejero en una clínica de rehabilitación. Se reúnen al final de la serie. |
| Dr. David Cameron | Chris Potter       | Cameron Roberts (Peter O'Brien)        | (Temporada 1) El exnovio de Michael. Después de caer por las escaleras, Michael tiene sesión terapéutica con David, que es quiropráctico. Su relación evoluciona rápidamente, y en pocos meses Michael se muda a la casa de David, el cual tiene un hijo de once años. Ahí nacerá la fricción entre David y Brian, David está celoso de la relación de Brian con Michael. Y Brian de la relación de Michael y David.                                                                                                 |
| Ethan Gold        | Fabrizio Filippo   | (ninguno)                              | (Temporadas 2-3) Estudiante de música en PIFA, tiene un intenso noviazgo con Justin. En su búsqueda de una relación más romántica, Justin abandona a Brian y se va con Ethan. Su corta relación termina debido a que Ethan engaña a Justin con un fan. Justin volverá a reunirse con Brian. |
| Drew Boyd         | Matt Battaglia     | (ninguno)                              | (Temporadas 4-5) Un quarterback estrella que, aunque ocupado, es un homosexual que está en el armario. Tiene una aventura con Emmett y más tarde su esposa lo abandona cuando éste le cuenta que estaba siendo chantajeado por un hombre con el cual había tenido relaciones sexuales y le había sacado fotografías para pedir dinero. Luego admite públicamente que es homosexual. Mantiene una relación con Emmett hasta que se da cuenta de que quiere disfrutar de su reciente salida del armario, y se separan. |
| Jim Stockwell     | David Gianopoulos  | (ninguno)                              | (Temporada 3) Un candidato a alcalde, con Brian a la cabeza de su campaña. Stockwell es un oficial homofóbico que abusa de su autoridad. Despide a Brian después de enterarse de que es gay, y luego vuelve a contratarlo para desmentir rumores de homofobia. Luego se lo relaciona con la muerte del hombre encontrado en el basurero del Dinner, Brian lanza una campaña en su contra. Como resultado, Stockwell pierde las elecciones y es acusado.                                                              |
| Chris Hobbs       | Alec McClure       |                                        | (temporadas 1,2,4) Es el abusón homófobo del colegio de Justin, al que acosará continuamente y que termina atacándole a traición el día de la graduación dándole una paliza que le manda al hospital con graves heridas. A raíz de esta agresión Justin tendrá secuelas psicológicas y físicas, en el brazo que le dificultaran pintar. |
| Cynthia           | Stephanie Moore    | Sandra Docherty (Alison Burrows)       | La asistente de Brian. Encantadora con los clientes y suficientemente fuerte para manejar a Brian. |
| Sam Auerbach      | Robin Thomas       | (ninguno)                              | (Temporada 4) Un artista plástico renombrado que no tiene muy buena fama. Siente un flechazo por Lindsay y la persigue siempre aun sabiendo que es lesbiana. Después exhibe su arte en Pittsburgh (con la organización de Lindsay). Tiene una aventura sexual con Lindsay, que será la causa de una larga separación de Melanie. |
| Tracey            | Lindsey Connell    | Rosalie Cotter (Caroline Pegg)         | (Temporadas 1-3) Trabaja con Michael en el Big Q. Siente una fuerte atracción por él, y queda decepcionada después de enterarse de que es gay. Terminan siendo buenos amigos. |
| Cody Bell         | Mitch Morris       | (ninguno)                              | (temporada 4) Violento amigo de Justin de la patrulla de vigilantes que se monta para proteger el barrio gay. Está resentido con los heterosexuales y busca vengarse provocando peleas. Arrastra a Justin a la violencia y el odio contra los heterosexuales homófobos, pero Justin no le hará caso cuando intenta que le pegue un tiro a Chris Hobbs. |
| Callie Leeson     | Meredith Henderson | (ninguna)                              | (Temporadas 4-5) La compañera de instituto y novia de Hunter. |

## Doblaje en español

### Doblaje en España

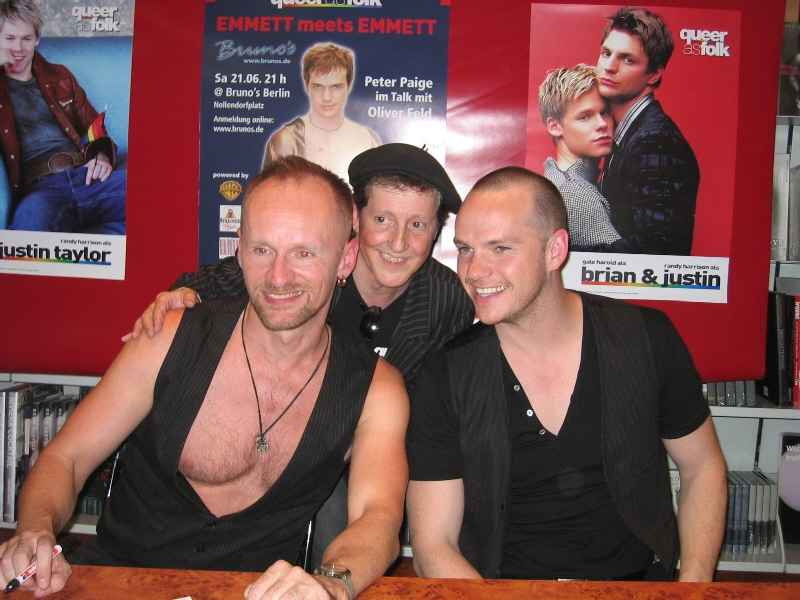
Peter Paige con el doblador de su personaje Emmet, y el de Ted, al alemán.

El doblaje de la serie en España ha sido realizado en los Estudios Sonygraf de Barcelona con la dirección de Javier Roldán.
| Personaje       | Doblaje España      |
| --------------- | ------------------- |
| Brian Kinney    | Eduard Itchart      |
| Justin Taylor   | Jonatan López       |
| Michael Novotny | Ángel de Gracia     |
| Emmet Honeycutt | Carlos Di Blasi     |
| Ted Schmidt     | José Javier Serrano |
| Debbie          | Rosa Guiñón         |
| Lindsay         | María Moscardó      |
| Melanie         | Mª Carmen Alarcón   |
| Blake           | Óscar Múñoz         |
| Vic             | Claudi García       |
| Ben             | Jordi Ribes         |
| David           | Alfonso Vallés      |

### Doblaje en Hispanoamérica
El doblaje de la serie para Hispanoamérica (1.ª temporada) fue realizado en Tijuana, México, en Producciones Calderón bajo la dirección de Manuel N.
| Personaje       | Doblaje Latino (1.ª temporada) |
| --------------- | ------------------------------ |
| Brian Kinney    | Israel R.                      |
| Justin Taylor   | Saulo Sisneros                 |
| Michael Novotny | Arturo dimas                   |
| Emmet Honeycutt | Jaime R.                       |
| Ted Schmidt     | Meny Quintana                  |
| Debbie          | Paty Lugo / Ady Lugo           |
| Lindsay         | Mara Zaida                     |
| Melanie         | Verónica Ponce                 |

## Repercusión cultural

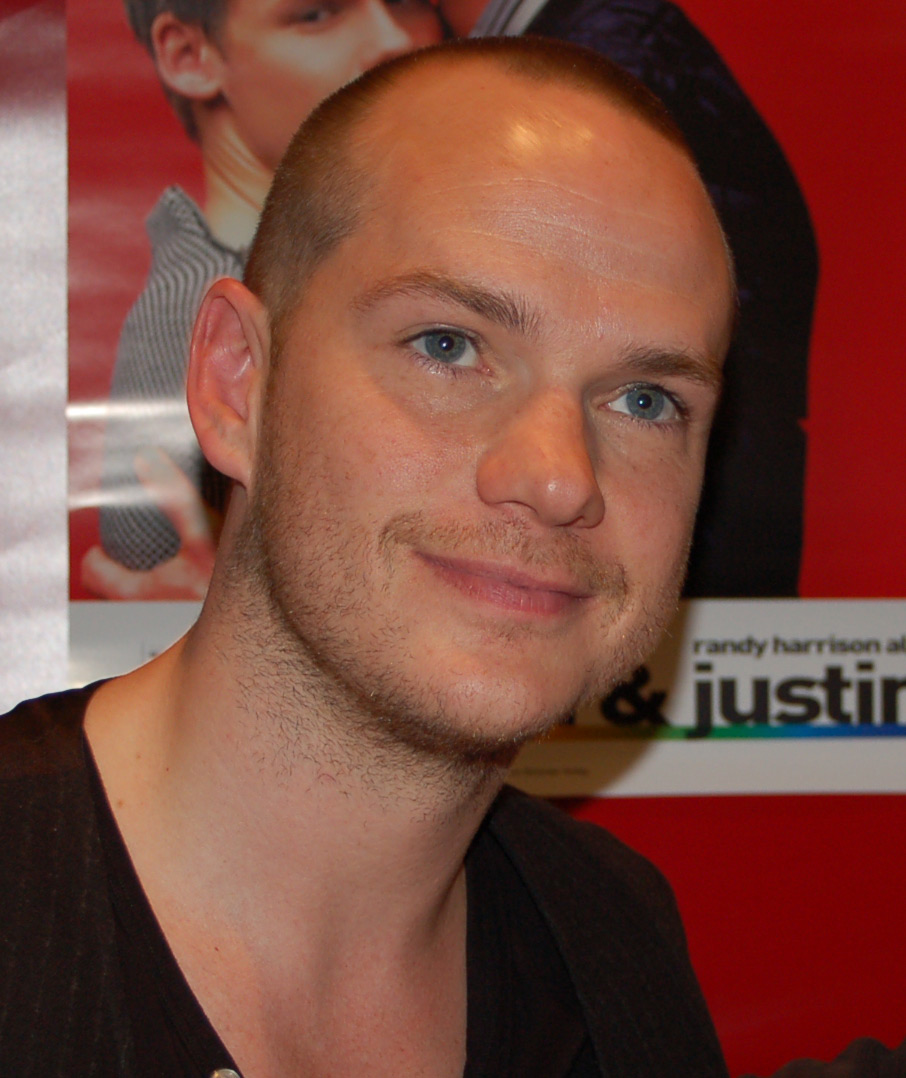
El actor Peter Page, 2008.

La versión americana de Queer as Folk se convirtió en un número uno en los rankings de audiencia. El marketing inicial de la cadena era que la serie fuese dirigida principalmente al público gay (y en cierta medida, para lesbianas), aun así, un importante número de audiencia estaba compuesto por mujeres heterosexuales.
Sorprendieron las innovadoras escenas de Queer as Folk en las que se mostraba sexo explícito entre hombres, empezando por el primer episodio que lo hizo por primera vez en EE. UU., que incluyeron el sexo oral, la masturbación mutua y el sexo anal, además de las escenas lésbicas, aunque dichas escenas eran similares a las ya emitidas en la versión británica. A pesar de la franca descripción del consumo de drogas y sexo casual en escenas de clubs gais, el esperado alboroto de los conservadores nunca se produjo.
Inicialmente, la mayoría de los actores no desvelaron su orientación sexual, manteniéndola ambigua para no desvincularse de sus personajes, causando muchas especulaciones entre la audiencia. Más tarde, Randy Harrison, Peter Paige, Robert Gant y Jack Wetherall declararon ser gais, Thea Gill dijo ser bisexual, y el resto del reparto se confesaron heterosexuales o evitaron declarar su orientación sexual (ej: Gale Harold, Michelle Clunie y Hal Sparks). 
En Queer As Folk se trataron temas polémicos incluyendo: el noviazgo y matrimonio homosexual, se expuso claramente el consumo de drogas (como la cocaína, la metanfetamina, el éxtasis, el GHB, la ketamina o el cannabis); la adopción por parte de homosexuales, la inseminación artificial; los grupos de vigilancia; la violencia contra los gais; el sexo sin protección con seropositivos con riesgos de infección,
la enfermedad del sida, la prostitución de menores, los curas católicos gais, la discriminación en el trabajo por la orientación sexual, la industria de la pornografía en Internet.
La serie se ambientó en la ciudad de Pittsburgh, Pensilvania, con ciertas licencias creativas, al considerarse que Pittsburgh era la ciudad que más se podía parecer al Mánchester de la versión británica. Pero Pittsburgh no tiene un gran barrio gay como San Francisco o Nueva York, por lo que casi todas las escenas de la Avenida Liberty fueron rodadas en la zona de Church y Wellesley de Toronto que es la zona gay de la ciudad. De hecho no se usó ni una sola escena grabada en la verdadera Avenida Liberty. Toronto fue la ciudad elegida como centro de producción de la serie por su bajo coste de producción para las series de televisión e industria cinematográfica. Y además el barrio gay de Toronto tiene la imagen que los productores necesitaban para dar vida a su visión de la Avenida Liberty.
El bar Woody's en el que se reúnen los personajes, en el Pittsburgh ficticio, es el nombre real de un famoso bar gay de Toronto (en un episodio de la temporada 4 en el que varios personajes viajan a Toronto, el verdadero bar Woody es llamado "Moosie's"), mientras que se sitúa el popular club gay de Pittisburgh Pegasus supuestamente en la Avenida Liberty, que en realidad no es la meca gay que se pretende dar en la serie.
En la serie se hacen referencias humorísticas de la imagen de la propia serie en la comunidad gay. En algunos episodios (Gay como las Llamas) aparece una serie similar, un aburrido drama políticamente correcto que a Brian no le gusta nada.

### Críticas
La serie americana fue innovadora a muchos niveles, y generaron muchas críticas en la audiencia y la comunidad homosexual la forma en la que se mostraban los distintos temas en Queer as Folk. Por ser una serie pionera algunos aducían que se tenía cierta responsabilidad social y que daba mala imagen de los gais. Estos sentimientos de dar un estereotipo negativo de los gais generaron controversia dentro y fuera de la comunidad gay.
Al igual que la serie original del Reino Unido, Queer as Folk recibió fuertes críticas de cierto sector de la comunidad gay porque pensaban que la imagen que daba de la homosexualidad no era realista, en la forma de representar las relaciones sentimentales y el modo de vida. Los productores del programa destacaron desde el comienzo en una declaración por escrito, que aparecía al final de cada capítulo (Temporadas 1-3) y en la prensa, que no trataba de representar a la comunidad gay en general.  Sin embargo muchos en la prensa gay señalaron que este sería el efecto que causaría en muchos televidentes, fuese o no deseado.
Algunos columnistas gais expresaron la opinión de que la serie presentaba una visión muy poco realista de la vida de gais y lesbianas, además de fomentar estereotipos. Por ejemplo: mencionaban la ausencia de personas de minorías raciales en la serie, que los intérpretes de clientes de bares y clubes era poco real (excesivamente atractivos), la excesiva abundancia de sexo en público en los bares (que es ilegal en muchos lugares de Estados Unidos, incluida Pensilvania el supuesto escenario), y finalmente, que se banalizaba con aspectos como el sexo sin protección y el abuso de drogas duras, y que se describía a los gais como promiscuos e infieles.
También se criticó la ausencia de realismo en la representación del escenario por describir el ambiente gay en Pittsburgh, que se muestra como mucho más urbano y probablemente sofisticado de lo que es en realidad. Un ambiente así sería más probable hallarlo en ciudades cosmopolitas como San Francisco, Nueva York, Washington, Chicago, Los Ángeles, Atlanta, Boston, Houston, o Miami.

## Emisión internacional

### América
En Argentina y Chile se emitió en el canal HBO plus conservando su título original.
En Brasil se emitió con el nombre de "Os Assumidos" ("Los asumidos") por Cinemax.
En Colombia, Ecuador, Perú, Venezuela, la serie se televisó en HBO bajo su título original.
En México la serie se televisó en HBO bajo su título original. En televisión abierta la primera cadena fue Once tv - IPN. A recientes fechas también en televisión abierta todos los domingos a la una de la madrugada por Canal 22 (en ambos casos fue la versión británica).

### Asia
En Israel se transmitió por Channel 3 y Yes Stars. La serie se reemitió en HOT3. Debido a problemas lingüísticos se renombró como "הכי גאים שיש" ("Hachi Ge'im SheYesh"; lit. "Sé tan orgulloso como puedas")

### Europa
En Alemania la serie se emitió bajo el título original en el canal ProSieben.
En Bélgica la serie fue emitida semanalmente en el canal de televisión por cable Kanaal 2.
Aunque jamás se emitió en Croacia, la comunidad LGBT croata organizó una campaña en 2003/04 con la esperanza de que algún canal se atreviese a "cruzar la línea". Sin embargo solo consiguieron el rechazo de los demás, argumentando que emitiendo esta serie podrían tener "dificultades técnicas". La cadena nacional croata (Hrvatska radiotelevizija) HRT explicó las causas de la mencionadas "dificultades técnicas".
En Eslovenia las cinco temporadas fueron televisadas en el Kanal A desde agosto de 2002 hasta el 25 de noviembre de 2005, todos los viernes sobre las 11.00 p. m. (CET) bajo el título de "Moške zadeve" ("Cosas de machos"). Después de 2006 ha sido repuesta varias veces.
En España el canal Cuatro comenzó a emitir la serie el 30 de junio de 2006. El último capítulo se emitió en la madrugada del 13 de octubre de 2007 y la primera temporada fue puesta a la venta en DVD el 27 de noviembre de ese mismo año. Tras su primera emisión, fue repuesta en horario de alta madrugada.
En Finlandia la serie fue emitida en el canal Nelonen bajo el título de "Älä kerro äidille" ("No lo digas madre").
En Francia la serie fue vista en el canal gay Pink TV en octubre de 2004.
En Grecia solamente la primera temporada fue televisada en Star Channel, con el título de "Ανάμεσά μας" ("anamesa mas", traducido como "Entre nosotros"). Sin embargo, debido a la ortodoxia y queja de los espectadores el canal se vio obligado a interrumpir la emisión, a pesar de contar con un gran número de audiencia.
En Hungría las cinco temporadas fueron vistas bajo el título de "A fiúk a klubból" ("Los chicos del club") en el canal por cable Cool TV (Central Europe) desde el 8 de octubre de 2004 hasta el 9 de octubre de 2006.
En Italia fue emitida varias veces en el canal satélite Jimmy.
En Turquía la serie se emitió bajo el título original en el canal Digiturk.
En el Reino Unido, la temporada 1 fue emitida por la BBC en su canal digital BBC Choice en 2002. Las temporadas 3 y 4 se emitieron en el canal digital de Channel 4, E4 en una emisión nocturna (Channel 4 es donde se emiten las series británicas). Mientras que la BBC tiene los derechos de la temporada 2, nunca llegaron a emitirla. Las sagas 1 y 2 fueron puestas a la venta en DVD en UK exclusivamente a través de HMV.

### Oceanía
En Australia las cinco temporadas se emitieron en el canal SBS sin anuncios publicitarios los lunes por la noche a las 10.30pm, y recientemente se ha vuelto a reponer.

## Episodios
| Temporada | Temporada | Episodios | Episodios | Emisión original       | Emisión original    |
| Temporada | Temporada | Episodios | Episodios | Primera emisión        | Última emisión      |
| --------- | --------- | --------- | --------- | ---------------------- | ------------------- |
|           | 1         | 22        | 22        | 3 de diciembre de 2000 | 24 de junio de 2001 |
|           | 2         | 20        | 20        | 6 de junio de 2002     | 16 de junio de 2002 |
|           | 3         | 14        | 14        | 2 de marzo de 2003     | 22 de junio de 2003 |
|           | 4         | 14        | 14        | 18 de abril de 2004    | 18 de julio de 2004 |
|           | 5         | 13        | 13        | 22 de mayo de 2005     | 7 de agosto de 2005 |

La serie originalmente se emitió casi simultáneamente en Estados Unidos y Canadá a partir de diciembre del 2000. En EE. UU. empezó con un episodio piloto, este piloto se fundió con el siguiente episodio en la versión canadiense, por ello la serie consta de 82 u 83 episodios. En el resto de países se emitió con más frecuencia la distribución canadiense de 82 episodios, que se distribuyeron en cinco temporadas.

## Banda sonora

### Temporada 1
1. "Spunk" (Coraje) por Greek Buck - 0:29
2. "Dive in the Pool" (Salto en la piscina) por Barry Harris - 3:55
3. "You Think You're a Man" (Crees que eres un hombre) por Full Frontal - 4:00
4. "Proud" (Orgulloso) por Heather Small - 4:27
5. "Lovin' You" (Amándote) por Kristine W - 3:30
6. "Crying at the Discotheque" (Llorando en la discoteca) por Alcazar - 3:50
7. "Suffering" (Sufrimiento) por Jay-Jay Johanson - 4:46
8. "Shake Me" (Menéame) por Mint Royale - 4:05
9. "Summerfire" (Fuego de verano) por B-U - 3:25
10. "Start Rockin" (Empieza a bailar) por Antiloop - 3:26
11. "Do Ya, Feel the Love" (¿Sientes el amor?) por Love Inc. - 3:49
12. "Let's Hear It for the Boy" (Recibamos al chico con un aplauso) por  Katty B - 5:31
13. "High School Confidential" (Secretos de instituto) por Carole Pope - 3:14
14. "Straight To...Number One" (Directos al... número uno) por Touch and Go - 3:37
15. "Spunk, Thank You Version" (Coraje, versión "Gracias") por Greek Buck - 0:29
16. "Save the Last Dance for Me" (Resérvame el último baile) por The Drifters - 2:40

### Temporada 2
1. "Hide U" (Te esconderé) (John Creamer & Stephane K Remix) por Kosheen - 5:07
2. "Absolutely Not" (Por supuesto que no) (Chanel Club Mix) por Deborah Cox - 4:46
3. "Everyday" (Todos los días) (Hex Hector & Mac Quayle Club Mix) por Kim English - 4:38
4. "Caught Up" (Atrapado) (Guido Osario Vocal Mix) por DJ Disciple featuring Mia Cox - 4:24
5. "Rising" (Elevándome) por Elle Patrice - 4:23
6. "Sneaky One" (El que actúa en la sombra) por Satoshi Tomiie featuring Deanna - 4:14
7. "Harder, Better, Faster, Stronger" (Más duro, mejor, más rápido, más fuerte), Peter Heller's Stylus Remix por Daft Punk - 4:59
8. "Star Guitar" (Guitarra estrella) (Peter Heller's Expanded Mix) por The Chemical Brothers - 5:00
9. "Miss You" (Te echo de menos) (Illicit Remix Edit) por Etta James - 5:02
10. "Plenty" (Abundante) (Fade Mix) por Sarah McLachlan - 5:04
11. "Underwater" (Bajo el agua) (Mauve's Dark Vocal Mix) por Delerium featuring Rani - 4:59
12. "Beautiful" (Precioso) (Calderone After Hour Mix) por Mandalay - 5:07

### Temporada 3
Disco 1:
1. "Some Lovin" " (Algo de amor) (Peter Rauhofer Mix) por Murk and Kristine W - 10:41
2. "At the End" (Al final) (The Scumfrog Remix) por IIO - 4:47
3. "Never, Past Tense" (Nunca, tiempo pasado) (Tiësto Mix) por Roc Project - 6:36
4. "From the Inside" (Desde dentro) (Junior Vasquez Mix) por Gioia - 8:15
5. "Walking on Thin Ice" (Caminando sobre hielo fino) Danny Tenaglia Club Mix de Yōko Ono - 4:58
6. "Native Love, Step by Step" (Amor nativo, paso a paso) (Step By Step)" por Divine - 4:23
7. "Viva Colombia (Cha Cha) (NamZip Club Mix)" por Namtrak and Chris Zippel - 4:21
8. "The Sound of Violence" (El sonido de la violencia), Dancefloor Killa Mix por Cassius - 5:00

Disco 2:
1. "Loretta Young Silks" por Sneaker Pimps - 6:00
2. "Weapon" (Arma) por Matthew Good - 4:56
3. "Infra Riot" (Revuelta Infra) por The Soundtrack of Our Lives - 4:47
4. "Rough Boys" (Chicos rudos) por Pete Townshend - 4:02
5. "Sola Sistim" por Underworld - 6:28
6. "Lover's Spit" (Saliva de amantes) por Broken Social Scene - 6:07

### Temporada 4
1. "Cue the Pulse to Begin" (Tómate el pulso para empezar) por Burnside Project - 4:02
2. "Attitude" (Actitud) por Suede - 3:05
3. "I'm the Main Man" (Soy el principal) por Jason Nevins - 2:58
4. "Train" (Tren) por Goldfrapp - 4:05
5. "Love of the Loveless" (El amor de los sin-amor) por Eels - 3:31
6. "Scream" (Grita) por Ima Robot - 3:51
7. "You Are My Joy" (Eres mi alegría) por The Reindeer Section - 3:44
8. "Understanding The New Violence" (Entendiendo la nueva violencia) por The Uncut - 4:05
9. "Satellite" (Satélite) por TV on the Radio - 4:31
10. "If I Were A Man" (Si fuera un hombre) por Andrea Menard - 3:22
11. "7 Minutes" (7 minutos) por Circlesquare - 4:21
12. "Sanctuary" (Santuario) por  Origene - 3:25
13. "Strobe's Nanafushi (Satori Mix)" por Kodo - 4:59
14. "Wonderful Life" (Vida maravillosa) por Black - 4:45

### Temporada 5
1. "The Skins" (Las pieles) por Scissor Sisters - 2:52
2. "Ride It (Móntalo) (Hex Hector 12" Mix)" por Geri Halliwell - 5:07
3. "Hardcore Mutha Fucka" (Hardcore hijo de puta) por DV Roxx - 4:57
4. "Jin Go Lo Ba" por Fatboy Slim - 4:42
5. "Free (Jason Nevins Mix)" (Libre) por Ultra Naté - 4:39
6. "Dance Me to the End of Love" (Báilame hasta el final del amor) por Madeleine Peyroux - 3:57
7. "My Beautiful Friend (Mi hermoso amigo) (Lionrock Mix)" por The Charlatans - 5:03
8. "Fever" (Fiebre) por Superpitcher - 4:59
9. "This Mess We're In" (Este lío en el que estamos metidos) por P.J. Harvey - 3:55
10. "Personal Jesus" (Tu propio Jesús) por Marilyn Manson - 4:08
11. "Drama (Warren Clark Club Mix) " por DJ Rhythm - 5:37
12. "Summer Moon" (Luna de verano) por Africanism All Stars - 4:51
13. "Shine (Brilla) (Babylon Mix)" por Cyndi Lauper - 4:24
14. "Proud (Orgulloso) (Peter Presta QAF V Mix)" por Heather Small - 5:01

## Premios
2001
- GLAAD Media Awards nominada para Mejor serie de Drama (ganadora)
- Third Prize nominada para Títulos de efectos Ident's PSA's (ganadora)
- Golden Reel Awards nominada para Mejor edición de Sonido - Episodio TV - Música
- Artios nominada para Mejor casting para TV, Piloto Dramático

2002
- GLAAD Media Awards nominada para Mejor serie de Drama
- DGC Craft Award nominada para Mejor trabajo en Dirección
- DGC Team Award nominada para Mejor trabajo en una serie de TV - Drama

2003
- GLAAD Media Awards nominada para Mejor serie de Drama
- ACTRA Toronto Awards nominada para Mejor Interpretación - Femenina (Thea Gill)
- DGC Craft Award nominada para Mejor trabajo en edición de sonido - corto (ganadora)
- DGC Craft Award nominada para Mejor trabajo en Dirección - Serie TV
- DGC Craft Award nominada para Mejor trabajo en Edición de Imágenes - corto
- DGC Craft Award nominada para Mejor trabajo en Diseño de Producción - corto
- DGC Team Award nominada para Mejor trabajo en una serie de TV - Drama (ganadora)

2004
- GLAAD Media Awards nominada para Mejor serie de Drama
- DGC Craft Award nominada para Mejor trabajo en Edición de Imágenes - Serie TV
- DGC Craft Award nominada para Mejor trabajo en Diseño de Producción - Serie TV
- Golden Reel Award nominada para Mejor edición de sonido en una serie de TV - Música

2005
- GLAAD Media Awards nominada para Mejor Serie de Drama
- DGC Craft Award nominada para Mejor trabajo en Edición de imágenes - Serie TV
- DGC Craft Award nominada para Mejor trabajo en Diseño de Producción - Serie TV
- DGC Team Award nominada para Mejor trabajo de equipo en una serie de TV - Drama
- Prism Award nominada para Serie Drama de TV de Argumento Multi-Episodio (ganadora) junto con Perdidos
- Prism Award nominada para actuación en el argumento de una serie de drama (Scott Lowell)
- BMI Cable Award Ray Ketchem nominada para los premios Música de TV (ganadora)